# اهرنتال
اهرنتال ( بلدية (بلدية) في جنوب تيرول في شمال إيطاليا ، وتقع على بعد حوالي 70 كيلومتر (43 ميل) شمال شرق مدينة بولسانو ( بوزن ) ، على الحدود مع النمسا .

## جغرافية
تقع اهرنتال على حدود البلديات التالية: مولوالد و بريتاو و رمل في توريس و جبل العلامة التجارية(النمسا) و فينكينبيرج (النمسا) ومايرهوفن (النمسا).

### فرازيوني
بلدية أهرنتال تحتوي على فرازيوني (التقسيمات الفرعية ، القرى والنجوع بشكل رئيسي) لوتاتش (لوتاغو) ، شتاينهاوس (كاديبيترا) ، سانت جاكوب (سان جياكومو) ، سانت يوهان (سان جيوفاني) ، سانت بيتر (سان بيترو) وفايسينباخ (ريوبيانكو).
يتكون ويبينباخ من بيوت مزارع جبال الألب الخلابة ، مجمعة حول مجرى النهر الجليدي الأبيض الرغوي الذي اشتق اسمه منه. يبلغ عدد سكانها حوالي 550 ، وتقع على ارتفاع 1,350 متر (4,430 قدم) فوق مستوى سطح البحر.

### الطبوغرافيا
إلى الشمال والغرب والجنوب الغربي تحيط البلدية بجبال الألب زيلرتال . تشكل السلسلة الرئيسية لجبال الألب على رأس الوادي أيضًا الحدود مع النمسا . من بين أهم الجبال في البلدية هي مباراة البطولة (3418 م) ، و نصائح القرن ، و شوارزنشتاين(3،369 م) ، و قروبير لوفلر (3،379 م) ، وولباشسبايز (3210 م) و طرف الوعاء(3،144 م). النطاقات إلى الغرب والجنوب الغربي ، بما في ذلك قاع ارتفاع ضخم ، تفصل قرية اهرنتال عن مولوالد ف مولوالدر تل . إلى الجنوب الشرقي توجد مجموعة دوريك ، وهي مجموعة فرعية من مجموعة مدينة البندقية مع دوريك (3135 م) و هيربيرنوك (3،010 م) التي تشكل حدود بلدية رينطل وقرية راين التابعة لها في توفرس . أجزاء كبيرة من مجموعة دوريك محمية كجزء من .حديقة ريسيرفيرنر-أورن الطبيعية

## تاريخ
فخر القرية هي كنيسة القديس يعقوب التي يعود تاريخها إلى القرن السادس عشر. تضم الكنيسة مذبحًا مجنحًا ثمينًا يعود تاريخه إلى عام 1516 ، وتم ترميمه عام 1884. وتجدر الإشارة أيضًا إلى كل من الامتداد الحديث لمبنى الكنيسة والمقبرة المجاورة التي تم ترتيبها حديثًا.

### اسم مكان
تم تسجيل اسم للوادي لأول مرة في المصادر المكتوبة في القرن الحادي عشر. تم ذكر أورينا فاليس في عام 1048 ، بين 1070 و 1080 يظهر أورين في المستندات.

### معطف الاذرع
الشارة متدرجة شاحبة : في الأول والثالث أربع نقاط ونصف من الأرجنت على اللازوردية ، وفي الثانية شاحب شاحب مع خط متموج من الأرجنتيني. يوضح الشعار موقع البلدية على طول الوادي الأخضر مع نهر أهر والجبال في كل مكان. مُنحت الشارة عام 1969.

## مشاهير
- سيمون موربيرجر (مواليد 1995) متسابق كأس العالم للتزلج على جبال الألب.

## مجتمع

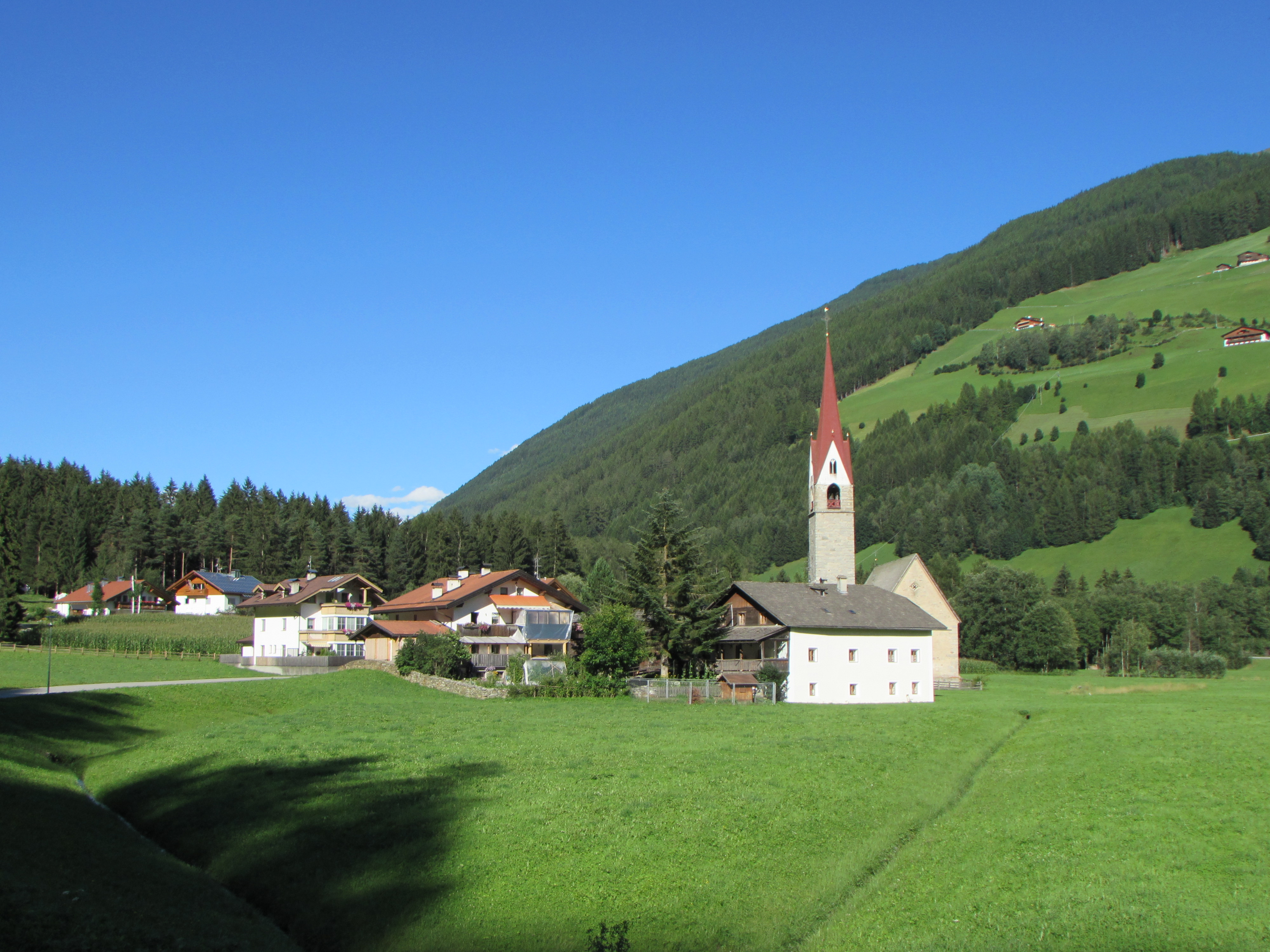
كنيسة سانكت مارتن في وادي أهرنتال

### التوزيع اللغوي
وفقًا لتعداد عام 2011 ، يتحدث 98.76٪ من السكان الألمانية ، 0.93٪ إيطاليون و 0.31٪ لادن كلغة أولى.
| لغة     | 2001   | 2011   |
| ------- | ------ | ------ |
| ألمانية | 98.79٪ | 98.76٪ |
| إيطالي  | 1.07٪  | 0.93٪  |
| لادن    | 0.13٪  | 0.31٪  |

## أنظر أيضا
- توفرير أهرنتال

## روابط خارجية
- باللغة الألمانية الموقع الرسمي